# Seebetriebsrat
Ein Seebetriebsrat ist ein Betriebsrat, der im Seebetrieb eines Schifffahrtsunternehmens mit unter der Flagge der Bundesrepublik Deutschland fahrenden Handelsschiffen gebildet wird.

## Rechtliche Grundlage
Die rechtliche (gesetzliche) Grundlage für die Bildung, Zuständigkeit und Geschäftsführung von Seebetriebsräten und Bordvertretungen sind die §§ 114 bis 116 des deutschen Betriebsverfassungsgesetzes (BetrVG). Darin ist einerseits geregelt, dass das BetrVG auch in der zivilen Handelsschifffahrt gilt, andererseits sind die Besonderheiten und Ausnahmen gegenüber den Betriebsräten in Betrieben und Unternehmen an Land festgelegt.
Mit der Zuordnung der Seebetriebsräte zum Betriebsverfassungsgesetz ist klargestellt, dass sie für die Seebetriebe des öffentlichen Dienstes und der Deutschen Marine nicht zuständig sind. Für Schiffe und Besatzungen des öffentlichen Dienstes gilt das Bundespersonalvertretungsgesetz (BPersVG), für die Deutsche Marine auch das Soldatenbeteiligungsgesetz (SBG).
In § 114 BetrVG ist der Geltungsbereich der Bestimmungen für Seebetriebsräte sowie der Ausnahmen davon festgelegt. § 115 BetrVG behandelt die Wahl, Amtszeit und Geschäftsführung der Bordvertretung; § 116 die entsprechenden Bestimmungen für den Seebetriebsrat.

## Geltungsbereich

### Sachlich und räumlich
Die Bestimmungen über Seebetriebsräte und Bordvertretungen gelten für Seeschifffahrtsunternehmen die Handelsschifffahrt betreiben und ihren Sitz in Deutschland haben. Auch für vergleichbare Unternehmen gelten die Bestimmungen, wenn sie gewerbsmäßig Seeschifffahrt betreiben und Arbeitgeberfunktion gegenüber Kapitän und Besatzungsmitglieder ausüben.
Als Seebetrieb im Sinne des Gesetzes gilt die Gesamtheit der Kauffahrteischiffe eines Schifffahrtsunternehmens sofern sie unter der Bundesflagge fahren. Ausgeflaggte, also unter der Flagge anderer Länder fahrende Schiffe gehören nicht zum Geltungsbereich des Gesetzes, auch wenn sie unmittelbar zum gleichen Schifffahrtsunternehmen gehören. Ebenfalls nicht zum eigentlichen Seebetrieb gehören Schiffe, die in der Regel innerhalb von 24 Stunden nach dem Auslaufen wieder an den Sitz eines Landbetriebs zurückkehren.
Die Bereiche eines Schifffahrtsunternehmens, die in erster Linie Funktionen an 
Land ausüben, bilden den Landbetrieb des Unternehmens, für den die allgemeinen Bestimmungen des BetrVG gelten.

### Persönlich
Seebetriebsrat und Bordvertretung sind ausschließlich für die Besatzungsmitglieder der Schiffe zuständig. Besatzungsmitglieder sind die in § 3 Abs. 1 des Seearbeitsgesetzes genannten Personen, also alle Personen, die an Bord des Schiffes tätig sind, unabhängig davon, ob sie vom Reeder oder einer anderen Person beschäftigt werden oder als Selbständige tätig sind, einschließlich der zu ihrer Berufsbildung Beschäftigten (Besatzungsmitglieder).
Der Kapitän gilt nicht Besatzungsmitglied (§ 114 Abs. 6 BetrVG), sondern als leitender Angestellter im Sinne von § 5 Abs. 3 und 4 BetrVG.
Eine Jugend- und Auszubildendenvertretung wird im Seebetrieb nicht gebildet, bei Vorliegen der Voraussetzungen kann sie im Landbetrieb gebildet werden.

## Bildung bzw. Wahl des Seebetriebsrats

### Wahlberechtigung
In allen Seebetrieben, in denen mindestens fünf wahlberechtigte Arbeitnehmer beschäftigt sind, werden Seebetriebsräte gewählt. Wahlberechtigt sind alle zum Seeschifffahrtsunternehmen gehörenden Besatzungsmitglieder, also nicht die Arbeitnehmer des dazugehörenden Landbetriebs. Als leitende Angestellte sind auch die Kapitäne nicht wahlberechtigt, da sie nicht als Besatzungsmitglieder gelten, § 114 Abs. 6 BetrVG.

### Wählbarkeit
Wählbar für den Seebetriebsrat sind in Schifffahrtsunternehmen, zu denen mindestens acht Schiffe gehören oder in denen in der Regel mehr als 250 Besatzungsmitglieder beschäftigt sind, Besatzungsmitglieder, die mindestens 18 Jahre alt sind und ein Jahr Besatzungsmitglied eines Schiffes waren, das unter der Bundesflagge fährt.  
In kleineren Schifffahrtsunternehmen, also mit weniger als acht Schiffen oder 250 Besatzungsmitgliedern, sind nur die wahlberechtigten Beschäftigten des Landbetriebs wählbar. Der Arbeitgeber kann sich aber damit einverstanden erklären, dass auch in solchen Betrieben Besatzungsmitglieder in den Seebetriebsrat gewählt werden können.

### Größe des Seebetriebsrats
Die Seebetriebsräte sind deutlich kleiner als die normalen Betriebsräte. Allerdings gehören zu dem System der Seebetriebsvertretung auch noch die Bordvertretungen. Der Seebetriebsrat besteht bei Seebetrieben mit in Regel 
- 5 bis 400 wahlberechtigten Besatzungsmitgliedern aus einer Person,
- 401 bis 800 wahlberechtigten Besatzungsmitgliedern aus drei Mitgliedern und bei
- über 800 wahlberechtigten Besatzungsmitgliedern aus fünf Mitgliedern.

### Wahl, Wahlperiode
Mangels spezieller Vorschriften gelten für die Wahlperiode (Amtszeit) der Seebetriebsräte die allgemeinen Bestimmungen des BetrVG. Die Wahlen finden also in der Regel alle vier Jahre statt. Ansonsten gelten für die Durchführung der Wahlen zum Seebetriebsrat die im Zweiten Teil der Wahlordnung Seeschifffahrt (WOS) festgelegten Regelungen. Die Fristen sind allerdings verlängert (§ 116 Abs. 2 Nr. 6 BetrVG). Der Wahlvorstand wird vom Seebetriebsrat bestellt. Besteht kein Seebetriebsrat, bestellt ihn der Gesamtbetriebsrat, besteht ein solcher auch nicht, wird der Wahlvorstand vom Arbeitgeber gemeinsam mit den im Seebetrieb vertretenen Gewerkschaften bestellt.
Im Unterschied zu den normalen Betriebsratswahlen ist ein Wahlvorschlag bereits dann gültig, wenn er von mindestens drei wahlberechtigten Besatzungsmitgliedern unterzeichnet ist. Das vereinfachte Wahlverfahren nach § 14a BetrVG kann nicht stattfinden (§ 116 Abs. 2 Nr. 5 BetrVG).

## Geschäftsführung des Seebetriebsrats
Grundsätzlich gelten die Bestimmungen für die Geschäftsführung der Betriebsräte auch für die Seebetriebsräte. In § 116 Abs. 3 BetrVG sind jedoch einige an die Besonderheiten des Seebetriebs angepasste Sonderregelungen festgelegt. Die folgende Aufzählung ist nicht vollständig.
- Sofern der Seebetriebsrat innerhalb einer bestimmten Frist Stellung zu einer Vorlage des Arbeitgebers zu nehmen hat, ist er abweichend von § 33 Abs. 2 BetrVG, bei ordnungsgemäßer Ladung aller seiner Mitglieder auch dann beschlussfähig, wenn die vorgeschriebene Mindestzahl der Mitglieder zur Sitzung nicht erschienen ist (§ 116 Abs. 3 Nr. 1 BetrVG).
- Mitglieder des Seebetriebsrats, die nicht nach § 38 BetrVG freizustellen sind, müssen so beschäftigt werden, dass sie nicht gehindert sind ihre Tätigkeit als Betriebsrat wahrzunehmen. Der Arbeitsplatz ist durch den Arbeitgeber im Einvernehmen mit dem Seebetriebsrat zu bestimmen (§ 116 Abs. 3 Nr. 2 BetrVG). Sie können also auch an Land eingesetzt werden ohne den Status als Besatzungsmitglied und damit die Wählbarkeit zu verlieren.
- In § 116 Abs. 3, Nr. 5 bis 8 BetrVG sind die an die Bedingungen der Seefahrt angepassten Bestimmungen über Sprechstunden, Arbeitsplatzbegehungen und Bordversammlungen geregelt.
- Betriebsversammlungen nach den §§ 42 bis 46 BetrVG finden nicht statt.

## Zuständigkeit des Seebetriebsrats
Der Seebetriebsrat ist den Bordvertretungen nicht übergeordnet oder vorgesetzt. Seine Zuständigkeit tritt jedoch in folgenden Fällen ein (§ 116 Abs. 6 BetrVG):
- Wenn eine Angelegenheit oder Maßnahme des Arbeitgebers alle oder mehrere Schiffe oder die Besatzungsmitglieder aller oder mehrerer Schiffe des Seebetriebs betrifft,
- wenn es zwischen dem Kapitän und der jeweiligen Bordvertretung nicht zu einer Einigung gekommen ist und die Bordvertretung die Angelegenheit an den Seebetriebsrat abgibt oder
- in Angelegenheiten, in denen nach gesetzlichen Bestimmungen oder den von der Reederei übertragenen Befugnissen der Kapitän eines Schiffes nicht zur Entscheidung befugt ist.